# Pardubice-Semtín
Pardubice-Semtín – przystanek kolejowy w Pardubicach, w kraju pardubickim, w Czechach. Znajduje się na wysokości 220 m n.p.m.
Na przystanku nie ma możliwości zakupu biletu, a obsługa podróżnych odbywa się w pociągu.

## Linie kolejowe
- 031 Pardubice - Hradec Králové - Jaroměř